# Michele Frangilli
Michele Frangilli (1 de maig de 1976, Gallarate) és un arquer italià.

## Biografia
Va néixer a Gallarate. Va competir als Jocs Olímpics de 1996 en el tir amb arc individual masculí, acabant en el sisè lloc i obtenint la medalla de bronze per equips. També ha competit als Jocs Olímpics de 2000 en el tir amb arc individual masculí, acabant en la 10a posició i aconseguint la medalla de plata per equips. El 2003 va guanyar a Nova York el Campionat Mundial de Tir amb arc recorbat.

## Récords
- Posseïdor del rècord mundial actual 25 metres 60 fletxes, tirant el 21 de novembre de 2001 (Gallarate, Itàlia): 300+298=598
- Posseïdor del rècord mundial actual 18 meter 60 fletxes, tirant el 13 de gener 2001 (Nimes, França): 597
- Posseïdor del rècord mundial actual 36 fletxes en la ronda final, shot on 3 March 2004 (Caorle, Itàlia): 358